# Meister des Brandon-Porträts

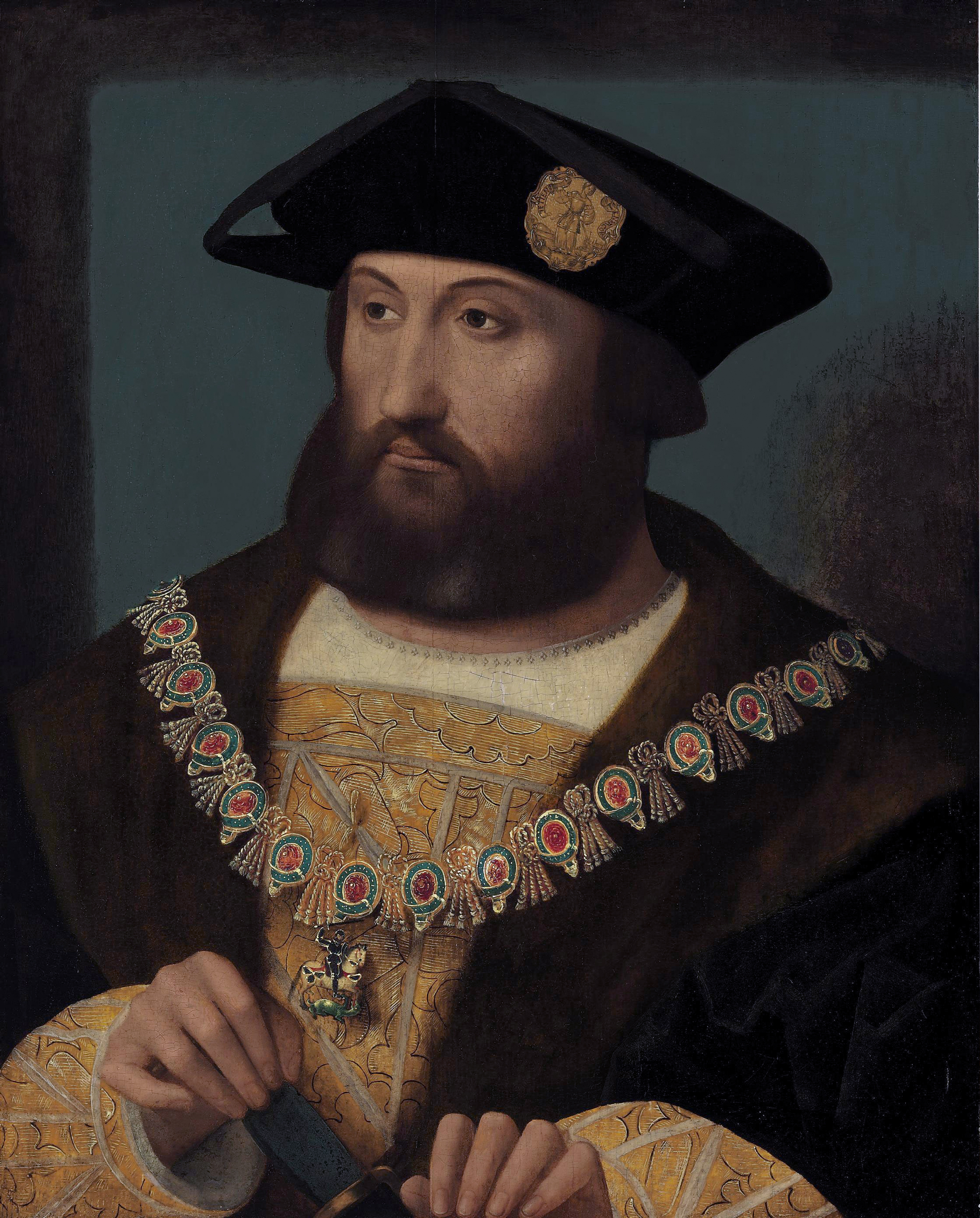
Meister des Brandon Porträts: Porträt des Charles Brandon, Duke of Suffolk. Öl auf Holz. England, ca. 1530

Als Meister des Brandon-Porträts (englische Sprache: Master of the Brandon Portrait) wird ein Porträtmaler bezeichnet, der zwischen 1510 und 1530 wohl in der Grafschaft Flandern und im England der frühen Tudor-Zeit tätig war. Der namentlich nicht bekannte Künstler erhielt seinen Notnamen nach seinem um 1530 entstandenen Porträt des Charles Brandon, Duke of Suffolk. Dieser war ein bedeutendes Mitglied des Hofstaates von Heinrich VIII.

## Werke (Auswahl)
Dem Meister des Brandon-Porträts werden durch Stilvergleich weitere Porträtbilder zugeschrieben:
- Porträt des Charles Brandon, Duke of Suffolk, Privatbesitz[7]
- Porträt des Edward Stafford, Duke of Buckingham, Privatbesitz[8]
- Porträt eines Jungen Mannes (Portrait of a young man with a Sampson Medal), Mauritshuis, Den Haag, Inv. Nr. 752
- Porträt des John Bourchier, Baron Berners, National Portrait Gallery, London, Inv. Nr. NPG 4953 (als Unbekannter Niederländischer Maler)[9]
- Porträt des John Bourchier, Privatbesitz

## Stil und Identifizierung
Zuerst wurde das Porträt von Brandon einem namentlich nicht bekannten, Master of Queen Mary Tudor genannten Maler zugeschrieben, dann wurde sein Maler nach dem Porträt selbst benannt. Der Malstil dieses Meisters des Brandon-Porträts steht dem in den Porträtmalereien des in Brügge tätigen flämischen Malers Gerard David sehr nahe. Es kann vermutet werden, dass der Meister einer von drei niederländischen Malern ist, die auch in London tätig waren, nämlich entweder Gerard Horenbout, der Hofmaler der Margarete von Österreich oder sein Sohn Lucas Horenbout oder auch Jan Rav, ein Maler, der im Haushalt von Charles Brandon als Joannes Corvus Flandrus nachweisbar ist.